# Kloksacylina
Kloksacylina – organiczny związek chemiczny, półsyntetyczny antybiotyk β-laktamowy należący do grupy penicylin o wąskim spektrum działania. Wykazuje oporność wobec klasycznych plazmidowych penicylinaz. Jest ona oporna na środowisko kwasowe, dlatego można podawać ją doustnie. Została wprowadzona jako lek przez firmę farmaceutyczną Beecham.

## Mechanizm działania
Jest taki sam jak u innych antybiotyków β-laktamowych. Kloksacylina blokuje aktywność transpeptydaz (PBP) biorących udział w ostatnim etapie syntezy peptydoglikanu ściany komórki bakteryjnej. Lek łączy się z transpeptydazą w jej centrum aktywnym i w ten sposób blokuje jej aktywność. Komórka bakteryjna pozbawiona prawidłowo działającego enzymu nie jest w stanie syntetyzować ściany bakteryjnej i bakteria po jakimś czasie umiera.
Kloksacylina dzięki sferycznej ekranizacji pierścienia β-laktamowego nie jest lub jest tylko w niewielkim stopniu wrażliwa na działanie β-laktamaz.

## Zakres działania
Kloksacylina, podobnie jak inne penicyliny półsyntetyczne o wąskim spektrum działania, mają zakres działania taki sam jak benzylopenicylina, z tym wyjątkiem że nie działają na bakterie Gram-ujemne i Enterococcus, natomiast dzięki oporności na penicylinazy są skuteczne w zwalczaniu szczepów gronkowców, które nie wykształciły innych mechanizmów oporności, takich jak wytwarzanie silniejszych beta-laktamaz czy zmiany miejsca docelowego (MRSA).

## Działania niepożądane
Do działań niepożądanych kloksacyliny należą reakcje alergiczne, objawy dyspeptyczne (po podaniu doustnym), zakrzepowe zapalenie żył (po podaniu dożylnym), czy też działania drażniące (po podaniu domięśniowym).

## Preparaty
Polska
- Syntarpen – tabletki i proszek do sporządzania zawiesin do iniekcji[3].